# Fabio Coltorti
Fabio Coltorti (Kriens, 1980. december 3. –) svájci válogatott labdarúgó.

## Pályafutása
Coltorti 1987-ben kezdte pályafutását az SC Kriens akadémiáján, majd 2001-ben itt lett profi labdarúgó. 2001-ben a FC Schaffhausen klubjába igazolt, ahol egészen 2003-ig szerepelt. Ezután a FC Thun klubjába igazolt. 2004-ben Intertotó-kupában szerepelt klubjával. 2005-ben a bajnokság második helyén végeztek az FC Basel mögött 10 pontos hátrányban. Ugyanebben az évben a Grasshoppers együttesébe igazolt. Itt az UEFA-kupában is védett.
2007. augusztus 28-án elhagyta Svájcot és Spanyolországba igazolt a Racing Santander együtteséhez. 4 évre szóló szerződést kötöttek. 2011 júniusában visszatért Svájcba. A Lausanne-Sport együttesébe igazolt. 2012 nyarán Németországba igazolt az RB Leipzig csapatába.
2015. április 24-én az RB Leipzig színeiben hazai pályán 2–1-re megnyert mérkőzésen a Darmstadt ellen megszerezte pályafutása első profi gólját a mérkőzés 94. percében egy szöglet után. A következő szezonban továbbra is kezdőkapus volt, majd 2016 februárjában az Eintracht Braunschweig ellen a 33. percben le kellett cserélni sérülés miatt. A helyére a Gulácsi Péter érkezett, aki remek teljesítményt nyújtott és átvette a kezdőkapus szerepet. Az utolsó előtti fordulóban a Karlsruher SC ellen újra a kapuban állt. Ezután 2017 nyaráig meghosszabbították a szerződését a klubbal.
A Bundesligában való feljutást követően egyetlen mérkőzésen sem kapott lehetőséget Gulácsi Péter remek teljesítménye miatt. 2018 nyarán bejelentette visszavonulását.

## Válogatott
2006. március 1-jén debütált a Svájci labdarúgó-válogatottban egy Skócia elleni mérkőzésen. Második mérkőzését az Olaszok elleni barátságos mérkőzésen játszotta. A 2006-os labdarúgó-világbajnokságra utazó keret tagja volt, ahol Pascal Zuberbühler mögött a második számú kapusa volt a válogatottnak, mivel sérülést szenvedett Diego Benaglio.
A világbajnokságon 6 alkalommal védett. A 2008-as labdarúgó-Európa-bajnokságra utazó keretben felmerült a neve, de végül Eldin Jakupović kapott esélyt.